# Liste der Einträge im National Register of Historic Places im Morgan County (Missouri)

Lage des Morgan County in Missouri

Die Liste der Einträge im National Register of Historic Places im Morgan County in Missouri führt die Bauwerke und historischen Stätten im Morgan County auf, die in das National Register of Historic Places aufgenommen wurden.
| [ 3 ] | Name                     | Bild                     | Eintragsdatum        | Lage                                                               | Ort           | Beschreibung |
| ----- | ------------------------ | ------------------------ | -------------------- | ------------------------------------------------------------------ | ------------- | ------------ |
| 1     | Martin Hotel             |                          | 1978 ID-Nr. 78001669 | 118 North Monroe Street 38° 25′ 57″ N, 92° 50′ 29″ W               | Versailles    |              |
| 2     | Morgan County Courthouse | Morgan County Courthouse | 1980 ID-Nr. 80002383 | Courthouse Square 38° 25′ 53″ N, 92° 51′ 11″ W                     | Versailles    |              |
| 3     | Old St. Patrick’s Church |                          | 1979 ID-Nr. 79001384 | Südlich von Gravois Mills an der SR 0 38° 17′ 43″ N, 92° 49′ 16″ W | Gravois Mills |              |
| 4     | Jesse Ratcliff House     |                          | 1982 ID-Nr. 82003154 | Nordöstlich von Barnett 38° 24′ 9″ N, 92° 38′ 17″ W                | Barnett       |              |